# Lantern Entertainment
Lantern Entertainment è una casa di distribuzione e produzione cinematografica facente parte del gruppo Lantern Capital Partner.

## Storia
L'azienda è stata fondata il 16 luglio 2018 in sostituzione di The Weinstein Company, dichiarata fallita per bancarotta nel marzo di quello stesso anno a seguito delle numerose accuse e denunce per molestie sessuali nei confronti del suo fondatore Harvey Weinstein. La nuova società si è impegnata subito ad acquisire un catalogo di 270 film della TWC per 289 milioni di dollari pagando i debiti verso le banche e gli artisti con l'obiettivo di ricreare un nuovo brand della produzione indipendente.
Nel marzo 2019 la Lantern diventa socio di maggioranza di Spyglass Media Group, società indipendente di contenuti che eredita il marchio di Spyglass Entertainment Group e che è stata creata con la Eagle Pictures di Tarak Ben Ammar, vecchio socio di Weinstein, Cineworld e appunto con il fondatore di Spyglass Gary Barber che sarà Presidente e AD.

## Principali distribuzioni
- Sempre amici (The Upside) (2017)
- Edison - L'uomo che illuminò il mondo (The Current War) (2017)
- Polaroid (2019)